# Atractodes vicinus
Atractodes vicinus är en stekelart som beskrevs av Forster 1876. Atractodes vicinus ingår i släktet Atractodes och familjen brokparasitsteklar. Arten är reproducerande i Sverige. Inga underarter finns listade.